# Christiane Wilhelmine von Sachsen-Eisenach
Christiane Wilhelmine von Sachsen-Eisenach (* 3. September 1711; † 27. November 1740 auf Schloss Biebrich) war durch Heirat Fürstin von Nassau-Usingen.

## Leben
Christiane Wilhelmine wurde als Tochter des Herzogs Johann Wilhelm von Sachsen-Eisenach und dessen Gemahlin Magdalena Sibylla von Sachsen-Weißenfels geboren.
Am 26. November 1734 heiratete sie den Fürsten Karl von Nassau-Usingen. Aus der Ehe gingen vier Kinder hervor:
- Karl Wilhelm (* 1735; † 1803), Fürst von Nassau-Usingen
- Franziska (* 1736; † 1741)
- Friedrich August (* 1738; † 1816), Fürst von Nassau-Usingen und späterer Herzog von Nassau
- Johann Adolf (* 1740; † 1793), preußischer General

Mit ihrem Bruder Wilhelm Heinrich von Sachsen-Eisenach lag sie im Streit wegen der Auszahlung der mütterlichen Ehegelder der Jahre 1730 bis 1737.
Christiane Wilhelmine lebte im Schloss Biebrich, dessen Bau Anfang des 18. Jahrhunderts durch Georg August von Nassau-Idstein begonnen und nach dessen Tod durch Christianes ältesten Sohn Karl als Residenzschloss vollendet wurde.
Das Schloss verfügte über eine prunkvolle Ausstattung.